# Coppa Italia 2001-2002 (calcio femminile)
L'edizione 2001-2002 è stata la trentesima della storia della Coppa Italia di calcio femminile. Il trofeo è stato vinto per la prima volta dal Foroni, che ha sconfitto in finale la Ruco Line Lazio.

## Squadre partecipanti
Al torneo hanno partecipato le 14 squadre di Serie A, le 55 squadre di Serie B.

### Serie A
- Agliana
- Atletico Oristano
- Bardolino
- Como 2000
- Fiamma Monza
- Foroni
- Gravina

- Ludos Palermo
- ACF Milan
- Piazza 96
- Ruco Line Lazio
- Tavagnacco
- Torino
- Torres

### Serie B
Girone A
- Albenga Cisano
- Attilia Nuoro
- Aurora 72
- Bergamo R
- Biellese
- Football Cagliari
- G.E.A.S.
- Juventus Torino
- La Chivasso
- Sarzana 2000
- Segratese
- Tradate Abbiate
- Vallassinese
- Varazze

Girone B
- Belluno
- Caprera
- Chiasiellis
- Gordige
- Graph. Campagna
- Libertas Pasiano
- Mantova
- Piossasco
- Romagnano
- Tenelo Club Rivignano
- Trento
- VeneziaJesolo
- Vicenza
- Vittorio Veneto

Girone C
- Carbonia 2000
- Firenze
- Ideal Club Incisa
- Lucca 7
- Olbia
- Polivalente Olimpia
- Packcenter Imolese
- Grifo Perugia
- Pisa
- Porto Sant'Elpidio
- Ponte a Greve
- Reggiana
- Roma CF
- Vigor Senigallia

Girone D
- Atletico Agrigento
- Autoscuola Puccio Palermo
- Campobasso
- CUS Cosenza
- International Taranto
- Isernia Donna
- Libertas Aquile Cammaratese
- Napoli
- Palermo
- Pro Reggina 97
- Salernitana
- Sporting Casalnuovo
- Trapani
- Venus[2]

## Prima fase
Le gare del primo turno sono state giocate il 16 e il 23 settembre e il 3 ottobre (solo nei triangolari) 2001. Le squadre sono state suddivise in 14 raggruppamenti, comprensivi di accoppiamenti e triangolari, secondo il criterio di vicinorietà. Le vincenti dei triangolari 1, 7, 11 e 14 e dell'accoppiamento unico 13 accedono direttamente alla terza fase. Vi hanno partecipato le squadre partecipanti alla Serie B.

### Girone 1
| Pos. | Squadra       | Pt | G | V | N | P | GF | GS | DR |
| ---- | ------------- | -- | - | - | - | - | -- | -- | -- |
| 1.   | Gordige       | 3  | 2 | 1 | 0 | 1 | 7  | 3  | +4 |
| 2.   | VeneziaJesolo | 3  | 2 | 1 | 0 | 1 | 2  | 2  | 0  |
| 3.   | Vicenza       | 3  | 2 | 1 | 0 | 1 | 2  | 6  | -4 |

| 10 ottobre 2001   | VeneziaJesolo | 2 - 1 | Gordige       |  |
| 23 settembre 2001 | Vicenza       | 1 - 0 | VeneziaJesolo |  |
| 3 ottobre 2001    | Gordige       | 6 - 1 | Vicenza       |  |

### Girone 2
| Squadra 1             | Totale | Squadra 2             | Andata | Ritorno |
| --------------------- | ------ | --------------------- | ------ | ------- |
| Chiasiellis           | 2 - 1  | Libertas Pasiano      | 1 - 1  | 1 - 0   |
| Graphistudio Campagna | 0 - 5  | Tenelo Club Rivignano | 0 - 3  | 0 - 2   |

### Girone 3
| Squadra 1 | Totale | Squadra 2       | Andata | Ritorno |
| --------- | ------ | --------------- | ------ | ------- |
| Belluno   | 1 - 5  | Vittorio Veneto | 0 - 2  | 1 - 3   |
| Trento    | 1 - 8  | Mantova         | 1 - 1  | 0 - 7   |

### Girone 4
| Pos. | Squadra         | Pt | G | V | N | P | GF | GS | DR |
| ---- | --------------- | -- | - | - | - | - | -- | -- | -- |
| 1.   | Tradate Abbiate | 4  | 2 | 1 | 1 | 0 | 3  | 1  | +2 |
| 2.   | Segratese       | 3  | 2 | 1 | 0 | 1 | 2  | 2  | 0  |
| 3.   | Aurora 72       | 1  | 2 | 0 | 1 | 1 | 1  | 3  | -2 |

| 16 settembre 2001 | Aurora 72       | 0 - 2 (a tav.) | Segratese       |  |
| 23 settembre 2001 | Tradate Abbiate | 1 - 1          | Aurora 72       |  |
| 3 ottobre 2001    | Segratese       | 0 - 2          | Tradate Abbiate |  |

| Squadra 1    | Totale | Squadra 2 | Andata | Ritorno |
| ------------ | ------ | --------- | ------ | ------- |
| Vallassinese | 3 - 7  | Bergamo R | 0 - 4  | 3 - 3   |

### Girone 5
| Pos. | Squadra            | Pt | G | V | N | P | GF | GS | DR |
| ---- | ------------------ | -- | - | - | - | - | -- | -- | -- |
| 1.   | Reggiana           | 6  | 2 | 2 | 0 | 0 | 7  | 2  | +5 |
| 2.   | Packcenter Imolese | 3  | 2 | 1 | 0 | 1 | 3  | 5  | -2 |
| 3.   | Olimpia            | 0  | 2 | 0 | 0 | 2 | 2  | 5  | -3 |

| 16 settembre 2001 | Reggiana           | 3 - 1 | Olimpia            |  |
| 23 settembre 2001 | Packcenter Imolese | 1 - 4 | Reggiana           |  |
| 3 ottobre 2001    | Olimpia            | 1 - 2 | Packcenter Imolese |  |

| Squadra 1 | Totale | Squadra 2 | Andata | Ritorno |
| --------- | ------ | --------- | ------ | ------- |
| GEAS      | 4 - 3  | Romagnano | 4 - 0  | 0 - 3   |

### Girone 6
| Squadra 1   | Totale | Squadra 2       | Andata | Ritorno |
| ----------- | ------ | --------------- | ------ | ------- |
| La Chivasso | 3 - 7  | Juventus C.V.A. | 1 - 1  | 2 - 6   |
| Biellese    | 2 - 8  | Piossasco       | 1 - 3  | 1 - 5   |

### Girone 7
| Pos. | Squadra           | Pt | G | V | N | P | GF | GS | DR |
| ---- | ----------------- | -- | - | - | - | - | -- | -- | -- |
| 1.   | Ideal Club Incisa | 4  | 2 | 1 | 1 | 0 | 3  | 2  | +1 |
| 2.   | Firenze           | 3  | 2 | 1 | 0 | 1 | 7  | 2  | +5 |
| 3.   | Ponte a Greve     | 1  | 2 | 0 | 1 | 1 | 1  | 7  | -6 |

| 16 settembre 2001 | Ideal Club Incisa | 1 - 1 | Ponte a Greve     |  |
| 23 settembre 2001 | Firenze           | 1 - 2 | Ideal Club Incisa |  |
| 3 ottobre 2001    | Ponte a Greve     | 0 - 6 | Firenze           |  |

### Girone 8
| Pos. | Squadra        | Pt | G | V | N | P | GF | GS | DR |
| ---- | -------------- | -- | - | - | - | - | -- | -- | -- |
| 1.   | Varazze        | 6  | 2 | 2 | 0 | 0 | 7  | 1  | +6 |
| 2.   | Albenga Cisano | 1  | 2 | 0 | 1 | 1 | 2  | 4  | -2 |
| 3.   | Sarzana 2000   | 1  | 2 | 0 | 1 | 1 | 3  | 7  | -4 |

| 16 settembre 2001 | Varazze        | 2 - 0 | Albenga Cisano |  |
| 23 settembre 2001 | Sarzana 2000   | 1 - 5 | Varazze        |  |
| 1º novembre 2001  | Albenga Cisano | 2 - 2 | Sarzana 2000   |  |

| Squadra 1 | Totale | Squadra 2 | Andata | Ritorno |
| --------- | ------ | --------- | ------ | ------- |
| Lucca 7   | 7 - 1  | Pisa      | 3 - 0  | 4 - 1   |

### Girone 9
| Pos. | Squadra            | Pt | G | V | N | P | GF | GS | DR |
| ---- | ------------------ | -- | - | - | - | - | -- | -- | -- |
| 1.   | Vigor Senigallia   | 3  | 2 | 1 | 0 | 1 | 7  | 6  | +1 |
| 2.   | Grifo Perugia      | 3  | 2 | 1 | 0 | 1 | 4  | 4  | 0  |
| 3.   | Porto Sant'Elpidio | 3  | 2 | 1 | 0 | 1 | 5  | 7  | -2 |

| 16 settembre 2001 | Grifo Perugia      | 3 - 2 | Vigor Senigallia   |  |
| 23 settembre 2001 | Porto Sant'Elpidio | 2 - 1 | Grifo Perugia      |  |
| 3 ottobre 2001    | Vigor Senigallia   | 5 - 3 | Porto Sant'Elpidio |  |

| Squadra 1 | Totale | Squadra 2  | Andata | Ritorno |
| --------- | ------ | ---------- | ------ | ------- |
| Roma      | 5 - 2  | Campobasso | 3 - 1  | 2 - 1   |

### Girone 10
| Pos. | Squadra     | Pt | G | V | N | P | GF | GS | DR |
| ---- | ----------- | -- | - | - | - | - | -- | -- | -- |
| 1.   | Salernitana | 4  | 2 | 1 | 1 | 0 | 4  | 2  | +2 |
| 2.   | Napoli      | 4  | 2 | 1 | 1 | 0 | 4  | 2  | +2 |
| 3.   | Venus       | 0  | 2 | 0 | 0 | 2 | 0  | 4  | -4 |

| 16 settembre 2001 | Napoli      | 2 - 0 (a tav.) | Venus       |  |
| 23 settembre 2001 | Salernitana | 2 - 2          | Napoli      |  |
| 3 ottobre 2001    | Venus       | 0 - 2 (a tav.) | Salernitana |  |

| Squadra 1     | Totale | Squadra 2           | Andata | Ritorno |
| ------------- | ------ | ------------------- | ------ | ------- |
| Isernia Donna | 5 - 1  | Sporting Casalnuovo | 2 - 0  | 3 - 1   |

### Girone 11
| Pos. | Squadra               | Pt | G | V | N | P | GF | GS | DR |
| ---- | --------------------- | -- | - | - | - | - | -- | -- | -- |
| 1.   | CUS Cosenza           | 6  | 2 | 2 | 0 | 0 | 7  | 1  | +6 |
| 2.   | Pro Reggina 97        | 3  | 2 | 1 | 0 | 1 | 5  | 3  | +2 |
| 3.   | International Taranto | 0  | 2 | 0 | 0 | 2 | 0  | 8  | -8 |

| 16 settembre 2001 | CUS Cosenza           | 3 - 1 | Pro Reggina 97        |  |
| 23 settembre 2001 | International Taranto | 0 - 4 | CUS Cosenza           |  |
| 3 ottobre 2001    | Pro Reggina 97        | 4 - 0 | International Taranto |  |

### Girone 12
| Pos. | Squadra                     | Pt | G | V | N | P | GF | GS | DR |
| ---- | --------------------------- | -- | - | - | - | - | -- | -- | -- |
| 1.   | Palermo                     | 4  | 2 | 1 | 1 | 0 | 5  | 1  | +4 |
| 2.   | Autoscuola Puccio Palermo   | 4  | 2 | 1 | 1 | 0 | 3  | 1  | +2 |
| 3.   | Libertas Aquile Cammaratese | 0  | 2 | 0 | 0 | 2 | 0  | 6  | -6 |

| 16 settembre 2001 | Libertas Aquile Cammaratese | 0 - 4 | Palermo                     |  |
| 23 settembre 2001 | Autoscuola Puccio Palermo   | 2 - 0 | Libertas Aquile Cammaratese |  |
| 26 settembre 2001 | Palermo                     | 1 - 1 | Autoscuola Puccio Palermo   |  |

| Squadra 1          | Totale | Squadra 2 | Andata | Ritorno |
| ------------------ | ------ | --------- | ------ | ------- |
| Atletico Agrigento | 8 - 9  | Trapani   | 3 - 2  | 5 - 7   |

### Girone 13
| Squadra 1         | Totale | Squadra 2     | Andata | Ritorno |
| ----------------- | ------ | ------------- | ------ | ------- |
| Football Cagliari | 3 - 4  | Carbonia 2000 | 2 - 2  | 1 - 2   |

### Girone 14
| Pos. | Squadra       | Pt | G | V | N | P | GF | GS | DR |
| ---- | ------------- | -- | - | - | - | - | -- | -- | -- |
| 1.   | Attilia Nuoro | 6  | 2 | 2 | 0 | 0 | 5  | 2  | +3 |
| 2.   | Olbia         | 3  | 2 | 1 | 0 | 1 | 5  | 5  | 0  |
| 3.   | Caprera       | 0  | 2 | 0 | 0 | 2 | 1  | 4  | -3 |

| 16 settembre 2001 | Olbia         | 2 - 4 | Attilia Nuoro |  |
| 23 settembre 2001 | Caprera       | 1 - 3 | Olbia         |  |
| 3 ottobre 2001    | Attilia Nuoro | 1 - 0 | Caprera       |  |

## Seconda fase
Alla seconda fase sono state ammesse le vincitrici dei gironi della prima fase, eccetto le vincitrici dei gironi 1, 7, 11, 13 e 14, ammesse direttamente alla terza fase. Le gare di andata si sono disputate il 25 novembre 2001, mentre le gare di ritorno si sono disputate il 19 dicembre 2001.
| Squadra 1        | Totale          | Squadra 2             | Andata | Ritorno |
| ---------------- | --------------- | --------------------- | ------ | ------- |
| Chiasiellis      | 0 - 4           | Tenelo Club Rivignano | 0 - 0  | 0 - 4   |
| Vittorio Veneto  | 3 - 3 (2-1 dtr) | Mantova               | 1 - 2  | 2 - 1   |
| Tradate Abbiate  | 0 - 3           | Bergamo R             | 0 - 1  | 0 - 2   |
| GEAS             | 2 - 10          | Reggiana              | 2 - 2  | 0 - 8   |
| Juventus C.V.A.  | 2 - 2 (5-4 dtr) | Piossasco             | 1 - 1  | 1 - 1   |
| Lucca 7          | 2 - 1           | Varazze               | 2 - 0  | 0 - 1   |
| Vigor Senigallia | 8 - 3           | Roma                  | 6 - 1  | 2 - 2   |
| Isernia Donna    | 5 - 0           | Salernitana           | 1 - 0  | 4 - 0   |
| Palermo          | 4 - 6           | Trapani               | 3 - 1  | 1 - 5   |

## Terzo turno
Al terzo turno hanno partecipato le 9 squadre vincitrici della seconda fase, le vincitrici dei gironi 1, 7, 11, 13 e 14, le 14 squadre partecipanti alla Serie A. Le gare si sono giocate in gara unica il 22 dicembre 2001 in casa della squadra di Serie B.
| Squadra 1             | Risultato | Squadra 2         |
| --------------------- | --------- | ----------------- |
| Gordige               | 0 - 6     | Foroni            |
| Tenelo Club Rivignano | 0 - 2     | Tavagnacco        |
| Vittorio Veneto       | 0 - 8     | Bardolino         |
| Bergamo R             | 2 - 1     | Milan             |
| Reggiana              | 1 - 2     | Fiammamonza       |
| Juventus C.V.A.       | 2 - 7     | Torino            |
| Ideal Club Incisa     | 2 - 4     | Agliana           |
| Lucca 7               | 2 - 4     | Como 2000         |
| Vigor Senigallia      | 2 - 1     | Piazza 96         |
| Isernia Donna         | 1 - 5     | Lazio             |
| CUS Cosenza           | 1 - 4     | Gravina           |
| Trapani               | 0 - 11    | Ludos Palermo     |
| Carbonia 2000         | 0 - 5     | Atletico Oristano |
| Attilia Nuoro         | 0 - 5     | Torres            |

## Ottavi di finale
Le gare di andata si sono disputate il 23 gennaio 2002, mentre le gare di ritorno si sono disputate il 31 gennaio, il 2, il 6 e il 13 febbraio 2003.
| Squadra 1         | Totale      | Squadra 2     | Andata | Ritorno |
| ----------------- | ----------- | ------------- | ------ | ------- |
| Foroni            | 7 - 0       | Tavagnacco    | 3 - 0  | 4 - 0   |
| Bardolino         | 5 - 2       | Bergamo R     | 1 - 2  | 4 - 0   |
| Fiammamonza       | 7 - 1       | Torino        | 4 - 0  | 3 - 1   |
| Agliana           | 2 - 2 (gfc) | Como 2000     | 2 - 1  | 0 - 1   |
| Vigor Senigallia  | 0 - 4       | Lazio         | 0 - 1  | 0 - 3   |
| Gravina           | 1 - 5       | Ludos Palermo | 1 - 1  | 0 - 4   |
| Atletico Oristano | 1 - 9       | Torres        | 0 - 7  | 1 - 2   |

## Quarti di finale
Ai quarti di finale hanno partecipato le 7 squadre vincitrici degli ottavi di finale e l'Agliana come migliore perdente degli ottavi di finale. Le gare di andata si sono disputate il 27 febbraio 2002, mentre le gare di ritorno si sono disputate il 13 marzo 2002.
| Squadra 1   | Totale | Squadra 2     | Andata | Ritorno |
| ----------- | ------ | ------------- | ------ | ------- |
| Foroni      | 6 - 1  | Bardolino     | 2 - 1  | 4 - 0   |
| Fiammamonza | 4 - 1  | Como 2000     | 3 - 0  | 1 - 1   |
| Lazio       | 12 - 2 | Ludos Palermo | 9 - 1  | 3 - 1   |
| Agliana     | 3 - 9  | Torres        | 0 - 4  | 3 - 5   |

## Semifinali
Le gare di andata si sono disputate il 3 aprile 2002, mentre le gare di ritorno si sono disputate il 17 aprile 2002.
| Squadra 1 | Totale | Squadra 2   | Andata | Ritorno |
| --------- | ------ | ----------- | ------ | ------- |
| Foroni    | 6 - 0  | Fiammamonza | 5 - 0  | 1 - 0   |
| Lazio     | 7 - 2  | Torres      | 2 - 1  | 4 - 1   |

## Finale
| Arbitro: | Sabrina Rinaldi (Milano) |

|             |           |  |
| Gazzoli 63’ | Marcatori |  |